# Pterisanthes
Pterisanthes es un género de plantas de la familia Vitaceae. Comprende 28 especies.

## Especies seleccionadas
- Pterisanthes beccariana
- Pterisanthes brevipedicellata
- Pterisanthes caudigera
- Pterisanthes cissioides
- Pterisamthes coriacea